# Isidoro Vejo Rodríguez
Isidoro-Mariano Vejo Rodríguez (* 31. Januar 1915 in Rivera; † 12. März 2007) war ein uruguayischer Politiker.
Vejo Rodríguez wurde als Sohn des Salustiano Vejo López und der Florentina Rodríguez Cunha im uruguayischen Rivera geboren.
Seit dem 7. Juli 1969 war er mit Prinzessin Isabella di Borbone verheiratet. Er war vom 1. März 1963 bis zum 28. Februar 1967 als Nachfolger Luis Giannattasios Minister für den Fachbereich öffentliche Bauten in Uruguay.